# Tammy
Tammy és una pel·lícula del 2014 dirigida per Ben Falcone i produïda, co-escrita i protagonitzada per Melissa McCarthy.

## Argument
La Tammy (Melissa McCarthy) té un dia horrible. Se li ha trencat el cotxe, ha estat acomiadada de la feina, i en comptes de trobar consol a casa, descobreix que el seu marit li és infidel. És quan decideix fer un viatge a les cascades del Niàgara amb la seva àvia alcohòlica (Susan Sarandon).

## Repartiment
- Melissa McCarthy: Tammy Banks.
- Susan Sarandon: Pearl Baldwin.[1]
- Kathy Bates: Lenore
- Allison Janney: Deb
- Dan Aykroyd: Don
- Mark Duplass: Bobby
- Gary Cole: Earl
- Nat Faxon: Greg Banks
- Toni Collette: Missi Jenkins
- Sandra Oh: Susanne
- Ben Falcone: Keith Morgan
- Sarah Baker: Becky
- Rich Williams: Larry

## Crítiques
A Rotten Tomatoes tingué una puntuació de 24% basada en 162 crítiques.
A Metacritic la pel·lícula tingué una puntuació de 39/100 basada en 36 crítiques.